# Вільхівське водосховище (Харківська область)
 Вільхівське водосхо́вище  — невелике руслове водосховище на річці Роганка (ліва притока р. Уди). Розташоване в Харківському районі Харківської області. У водосховище впадає річка Пічківська.
- Водосховище побудовано в 1972 році по проекту Харківської філії інституту Укргіпроводгосп.
- Призначення — зрошення, риборозведення, рекреація.
- Вид регулювання — багаторічне.

## Основні параметри водосховища
- нормальний підпірний рівень — 131,5 м;
- форсований підпірний рівень — 132,7 м;
- рівень мертвого об'єму — 127,0 м;
- повний об'єм — 2,875 млн м³;
- корисний об'єм — 1,950 млн м³;
- площа дзеркала — 100,0 га;
- довжина — 2,8 км;
- середня ширина — 0,36 км;
- максимальні ширина — 0,45 км;
- середня глибина — 2,9 м;
- максимальна глибина — 6,5 м.

## Основні гідрологічні характеристики
- Площа водозбірного басейну — 62,5 км².
- Річний об'єм стоку 50 % забезпеченості — 2,8 млн м3.
- Паводковий стік 50 % забезпеченості — 2,43 млн м3.
- Максимальні витрати води 1 % забезпеченості — 60,3 м3/с.

## Склад гідротехнічних споруд
- Глуха земляна гребля довжиною — 302 м, висотою — 8,5 м, шириною — 10 м. Закладення верхового укосу — 1:8, низового укосу — 1:2,5.
- Шахтний водоскид із монолітного залізобетону висотою — 7,2 м, розмірами 2(3,5х4)м.
- Водоскидний двохвічковий тунель довжиною — 32 м, розмірами 2(2,2х2)м.
- Донний водоспуск із двох сталевих труб діаметром 400 мм, суміщений із шахтним водоскидом, обладнаний засувками. Розрахункова витрата — 0,4 м3/с.

## Використання водосховища
Водосховище було побудовано для риборозведення у Харківському міжгосподарському підприємству по виробництву товарної риби. Також сумісно використовувалось для зрошення у колгоспі «Червона Армія» Харківського району.
На даний час використовується рекреаційних потреб Вільхівської громади Харківського району.